# Miłosław
Miłosław là một thị trấn thuộc huyện Wrzesiński, tỉnh Wielkopolskie ở trung-tây Ba Lan. Thị trấn có diện tích 4 km². Đến ngày 1 tháng 1 năm 2011, dân số của thị trấn là 3581 người và mật độ 880 người/km².